# 弗朗切斯科·马里亚·格里马尔迪
弗朗切斯科·马里亚·格里马尔迪（義大利語：Francesco Maria Grimaldi，1618年4月2日—1663年12月28日），是一位意大利耶稣会牧师、数学家暨物理学家，任教于博洛尼亚耶稣会学院。

## 研究
1618年4月2日，格里马尔迪出生于博洛尼亚，是帕里德·格里马尔迪和安娜·卡塔尼的儿子
。1640年到1650年间，他与里乔利一道研究物体的自由下落，确认了坠落距离与时间平方的比例关系。格里马尔迪和里乔利还通过记录精确摆的振荡对引力常数进行了计算。
在天文方面，他制作并使用仪器测量了月球山脉及云层的高度，绘制出了一幅精确的地图，或月面图，后由里乔利发表，现在被装裱在华盛顿哥伦比亚特区国家航空航天博物馆入口处。
他还是首位对光衍射 (繞射) 作精确观察的人（尽管有些说法认为达·芬奇早就注意到了），并创造了“衍射”一词。 他通过实验证明，所看到的穿过通道的光线并非相像中的是作直线运动，相反，穿过孔的光线是呈锥形状散播。后来的物理学家运用他的研究证明了光是一种波，而艾萨克·牛顿的研究使这一光学原理达到一个更全面的理论高度。格里马尔迪还发现了所谓的衍射谱。
月球上的格里马尔迪环形山就是以他的名字命名的。

## 著作
- Physicomathesis de lumine, coloribus, et iride, aliisque annexis （published 1665）

## 另请查阅
- 耶稣会科学家名单
- 罗马天主教科学家教士列表

## 参引资料
1. ↑  Hockey, Thomas. . Springer Publishing. 2009  [2012-08-22]. ISBN 978-0-387-31022-0. （原始内容存档于2013-02-03）.
2. ↑  J.L. Heilbron, Electricity in the 17th and 18th Centuries: A Study of Early Modern Physics (Berkeley: University of California Press, 1979), 180.
3. ↑  Francesco Maria Grimaldi, Physico mathesis de lumine, coloribus, et iride, aliisque annexis libri duo （页面存档备份，存于） (Bologna ("Bonomia"), Italy: Vittorio Bonati, 1665), pp. 1–11 (in Latin).
4. ↑  Florian Cajori. . The Macmillan Company. 1899: 88–  [2011-08-14].
5. ↑  Guglielmo Libri, Histoire des sciences mathematiques en Italie 的存檔，存档日期2006-11-28. (1840)
6. ↑  Thomas E. Woods. . Regnery Publishing. 2005: 105–  [2011-08-14]. ISBN 978-0-89526-038-3.